# Torneio de Roland Garros de 2020
O Torneio de Roland Garros de 2020 foi um torneio de tênis disputado nas quadras de saibro do Stade Roland Garros, em Paris, na França, entre 21 de setembro e 11 de outubro. Corresponde à 53ª edição da era aberta e à 119ª de todos os tempos.
A defesa de títulos foi majoritária esse ano, que não teve a competição duplas mistas. O 13º título de Rafael Nadal foi histórico por ser o vigésimo título do Grand Slam do espanhol, o que significa que se tornou um dos que mais venceu nessa categoria em simples, empatando com Roger Federer, com 20. Já alemães Kevin Krawietz e Andreas Mies repetiram um feito que não acontecia desde 2011, com os irmãos Bryan, que é a vitória consecutiva de uma dupla masculina. Enquanto isso, o país-sede não ficou de mãos abanando, pois Kristina Mladenovic levantou a taça, junto da húngara Tímea Babos, em uma parceria de quatro êxitos.
A polonesa Iga Świątek foi o ponto fora da curva. Aos 19 anos, Roland Garros se tornou seu primeiro título profissional. Durante sete jogos, não cedeu sets e derrotou duas campeãs de Slam. Seus 28 games perdidos no torneio constituíram a marca feminina mais baixa em Paris desde Steffi Graf, em 1988.

## Impacto da pandemia de COVID-19
O torneio normalmente começa no quarto domingo de maio e termina no começo de julho, sendo o segundo do Grand Slam no ano e o auge da gira europeia de saibro. Devido à pandemia de COVID-19, em 17 de março a Federação Francesa de Tênis anunciou que a competição seria adiada. Primeiro para o período de 20 de setembro a 4 de outubro (datas originalmente programadas para a gira asiática de piso duro, que acabou cancelada em 24 de julho). Depois, para 27 de setembro a 11 de outubro, duas semanas depois do US Open de 2020. Foi primeira vez, desde a edição de 1947, que ele aconteceu fora da tradicional programação entre maio e junho e a primeira, desde a introdução da era aberta, que um major foi adiado em vez de cancelado. Em 13 de abril de 2020, o governo da França estendeu a proibição da circulação em massa de pessoas até julho de 2020, na tentativa de controlar a propagação do vírus.
A Laver Cup, agendada entre os dias 24 e 27 de setembro, entrou em conflito com a nova data inicial para o Torneio de Roland Garros (20 de setembro a 4 de outubro), antes de ter a edição cancelada e voltar só em 2021.
Em 7 de setembro, foi divulgado que as três quadras principais poderiam receber, no máximo, 11,5 mil espectadores durante os quinze dias de torneio, com 5 mil pessoas cada nas quadras Philippe Chatrier e Suzanne Lenglen, e 1,5 mil na Quaddra Simonne Mathieu. Os jogos nas outras quadras se realizariam sem espectadores, incluindo nos qualificatórios. Essas orientações seguiram os protocolos oficiais de saúde e segurança, incluindo regulações de distanciamento social do governo local. De acordo com o diretor do torneio Guy Forget, os tenistas e suas equipes terão que fazer o teste para o vírus assim que chegarem em Paris para confirmar um resultado negativo e repetirem o procedimento, 72 horas depois. Haverá dois hotéis, estipulados pelos organizadores, disponíveis para os jogadores uma vez que eles passaram pelo exame. Em 17 de setembro, a capacidade das quadras principais foi reduzida para 5 mil pessoas, devido ao aumento de casos de coronavírus na França. Dois dias depois, nova redução: mil espectadores.
A competição de duplas mistas não aconteceu este ano, sendo a segunda vez seguida em torneios do Grand Slam, após estar ausente durante o US Open de 2020.

## Quadra coberta
Foi inaugurado o teto retrátil da Quadra Philippe Chatrier. A quadra foi demolida em 2018 e usada no ano seguinte, ainda sem o novo recurso. A estrutura pesa 3,5 mil toneladas e cobre 10 mil m², podendo ser completamente fechada em 15 minutos.
As condições atípicas nas quais ocorrem o torneio o insere em pleno outono parisiense, marcado por chuvas intermitentes. De fato, alguns jogos acabaram transferidos para a Chartrier por causa de temporais, evitando adiamentos.

## Iluminação artificial
O torneio sempre foi disputado exclusivamente com iluminação natural. Rodadas muito prolongadas tinham partidas interrompidas pela escuridão do fim do dia. Elas continuavam no dia seguinte. Em 2020, refletores foram instalados nas três quadras principais (Philippe Chatrier, Suzanne Lenglen e Simonne Mathieu) e nas secundárias (4, 5, 7, 9 10, 11, 12, 13 e 14).
No entanto, as sessões noturnas, tradicionais no Australian Open e no US Open, acontecerão apenas em 2021. Na corrente edição, a iluminação artificial ocorre apenas para completar duelos que começaram durante a claridade, caso o juiz de cadeira assim a peça.

## Transmissão
Esta é a lista de países e canais designados a transmitir o torneio durante a edição em questão:
Países lusófonos

| País(es) | Canal(is)         |
| -------- | ----------------- |
| Brasil   | BandSports SporTV |
| Portugal | Eurosport         |

Resto do mundo
| País(es)                      | Canal(is)                      |
| Países avulsos                |                                |
| ----------------------------- | ------------------------------ |
| Albânia                       | RTSH                           |
| Austrália                     | Fox Sports Austrália [en] SBS  |
| Áustria                       | ORF                            |
| Bélgica                       | VRT (RTBF)                     |
| Bielorrússia                  | TVR                            |
| Bósnia e Herzegovina          | RTRS [en]                      |
| Bulgária                      | BNT                            |
| Canadá                        | RDS [en] TSN                   |
| Chéquia                       | Česka Televize                 |
| China                         | CCTV-5 QQ                      |
| Chipre                        | RIK News [en]                  |
| Coreia do Sul                 | JTBC                           |
| Croácia                       | HRT                            |
| Eslováquia                    | Markíza [en]                   |
| Eslovénia                     | RTV                            |
| Estados Unidos                | NBC Sports Tennis Channel      |
| Estónia                       | Postimees Grupp                |
| Finlândia                     | Yle                            |
| França                        | Francetv Sport Eurosport       |
| Geórgia                       | Silknet [en]                   |
| Grécia                        | EPT                            |
| Índia                         | Star Sports                    |
| Irlanda                       | Eir Sport [en]                 |
| Japão                         | WOWOW TV Tokyo                 |
| Montenegro                    | RTCG                           |
| Nova Zelândia                 | Sky [en]                       |
| Reino Unido                   | itv Sport                      |
| Sérvia                        | RTS                            |
| Suíça                         | SRG SSR                        |
| Regiões                       |                                |
| África subsaariana            | Canal+ Afrique [en] SuperSport |
| América espanhola             | ESPN                           |
| Europa                        | Eurosport                      |
| Norte da África Oriente Médio | beIN Sports                    |
| Sudeste asiático              | Fox Sports (Ásia)              |

## Pontuação e premiação

### Distribuição de pontos
ATP e WTA informam suas pontuações em Grand Slam, distintas entre si, em simples e em duplas. A ITF responde exclusivamente pelos juvenis e cadeirantes. Por causa da pandemia de COVID-19, a competição de duplas mistas não ocorreu.
No juvenil, os simplistas jogam duas fases de qualificatório, mas só os que passam à chave principal pontuam. Em 2020, não houve qualificatório. Em duplas, a pontuação é por jogador. A partir da fase com 16, os competidores recebem pontos adicionais de bônus (os valores da tabela já somam as duas pontuações).

#### Profissional
| Evento            | V    | F    | SF  | QF  | R16 | R32 | R64 | R128 | Q  | Q3 | Q2 | Q1 |
| Simples masculino | 2000 | 1200 | 720 | 360 | 180 | 90  | 45  | 10   | 25 | 16 | 8  | 0  |
| Duplas masculinas | 2000 | 1200 | 720 | 360 | 180 | 90  | 0   | —    | —  | —  | —  | —  |
| Simples feminino  | 2000 | 1300 | 780 | 430 | 240 | 130 | 70  | 10   | 40 | 30 | 20 | 2  |
| Duplas femininas  | 2000 | 1300 | 780 | 430 | 240 | 130 | 10  | —    | —  | —  | —  | —  |

| Evento            | V    | F   | SF  | QF  | R16 | R32 | R64 |
| Simples Masculino | 1000 | 600 | 370 | 200 | 100 | 45  | 30* |
| Simples Feminino  | 1000 | 600 | 370 | 200 | 100 | 45  | 30* |
| Duplas Masculinas | 750  | 450 | 275 | 150 | 75  | 0   | —   |
| Duplas Femininas  | 750  | 450 | 275 | 150 | 75  | 0   | —   |

| Evento               | V   | F   | SF/3º lugar | QF/4º lugar |
| Simples              | 800 | 500 | 375         | 100         |
| Simples tetraplégico | 800 | 500 | 375         | 100         |
| Duplas               | 800 | 500 | 100         | —           |
| Duplas tetraplégicas | 800 | 100 | —           | —           |

### Premiação
A premiação geral diminuiu 11% em relação a 2019. Os títulos de simples tiveram um decréscimo de € 700.000 cada.
O número de participantes em simples se difere somente na fase qualificatória (128 homens contra 96 mulheres). Os valores para duplas são por par. Diferentemente da pontuação, não há recompensa aos vencedores do qualificatório.
Juvenis não são pagos. Outras disputas, como a de cadeirantes, não tiveram os valores detalhados; estão inclusos em "Outros eventos".
| Evento       | V           | F         | SF        | QF        | Últimos 16 | Últimos 32 | Últimos 64 | Últimos 128 | Q3        | Q2        | Q1        |
| Contemplados | 1           | 1         | 2         | 4         | 8          | 16         | 32         | 64          | 16H / 12M | 32H / 24M | 64H / 48M |
| Simples (2)  | € 1.600.000 | € 850.500 | € 425.250 | € 283.500 | € 189.000  | € 126.000  | € 84.000   | € 60.000    | € 25.600  | € 16.000  | € 10.000  |
| Duplas (2)   | € 319.652   | € 188.030 | € 110.606 | € 65.062  | € 38.272   | € 23.920   | € 14.950   | —           | —         | —         | —         |

Total dos eventos acima: € 36.027.676
Outros eventos + per diem (estimado): € 1.972.324
Total da premiação: € 38.000.000

## Cabeças de chave
Cabeças baseados(as) nos rankings de 31 de agosto de 2020. Dados de Ranking e Pontos anteriores são de 28 de setembro de 2020.
Por causa da pandemia, ATP e WTA criaram um sistema de ranking temporário, que engloba 22 meses - ao contrário dos 12 de costume - a fim de não impactar o progresso dos atletas que optarem em não jogar ou jogar parcialmente durante o período.
Na prática, se os pontos a defender forem maiores que os pontos conquistados, o tenista mantém os primeiros e a pontuação que entrou no torneio. Caso contrário, ele subtrai os pontos a defender e adiciona os conquistados, ficando com uma nova pontuação.
Em verde, o(s) cabeça(s) de chave campeão(ões). Em vermelho, o(s) vice-campeão(ões).

### Simples

#### Masculino
| Cabeça | Ranking | Jogador               | Pontos anteriores | Pontos a defender | Pontos conquistados | Nova pontuação | Eliminado na | Eliminado por            |
| ------ | ------- | --------------------- | ----------------- | ----------------- | ------------------- | -------------- | ------------ | ------------------------ |
| 1      | 1       | Novak Djokovic        | 11.260            | 720               | 1.200               | 11.740         | F            | Rafael Nadal [2]         |
| 2      | 2       | Rafael Nadal          | 9.850             | 2.000             | 2.000               | 9.850          | Campeão      | –                        |
| 3      | 3       | Dominic Thiem         | 9.125             | 1.200             | 360                 | 9.125          | QF           | Diego Schwartzman [12]   |
| 4      | 5       | Daniil Medvedev       | 5.890             | 10                | 10                  | 5.890          | 1ª fase      | Márton Fucsovics         |
| 5      | 6       | Stefanos Tsitsipas    | 5.385             | 180               | 720                 | 5.925          | SF           | Novak Djokovic [1]       |
| 6      | 7       | Alexander Zverev      | 4.650             | 360               | 180                 | 4.650          | 4ª fase      | Jannik Sinner            |
| 7      | 8       | Matteo Berrettini     | 3.030             | 45                | 90                  | 3.075          | 3ª fase      | Daniel Altmaier [Q]      |
| 8      | 9       | Gaël Monfils          | 2.860             | 180               | 10                  | 2.860          | 1ª fase      | Alexander Bublik         |
| 9      | 11      | Denis Shapovalov      | 2.660             | 10                | 45                  | 2.695          | 2ª fase      | Roberto Carballés Baena  |
| 10     | 10      | Roberto Bautista Agut | 2.665             | 90                | 90                  | 2.665          | 3ª fase      | Pablo Carreño Busta [17] |
| 11     | 13      | David Goffin          | 2.555             | 90                | 10                  | 2.555          | 1ª fase      | Jannik Sinner            |
| 12     | 14      | Diego Schwartzman     | 2.505             | 45                | 720                 | 3.180          | SF           | Rafael Nadal [2]         |
| 13     | 12      | Andrey Rublev         | 2.614             | 0                 | 360                 | 2.974          | QF           | Stefanos Tsitsipas [5]   |
| 14     | 15      | Fabio Fognini         | 2.400             | 180               | 10                  | 2.400          | 1ª fase      | Mikhail Kukushkin        |
| 15     | 16      | Karen Khachanov       | 2.200             | 360               | 180                 | 2.220          | 4ª fase      | Novak Djokovic [1]       |
| 16     | 17      | Stan Wawrinka         | 2.185             | 360               | 90                  | 2.185          | 3ª fase      | Hugo Gaston [WC]         |
| 17     | 18      | Pablo Carreño Busta   | 2.130             | 90                | 360                 | 2.400          | QF           | Novak Djokovic [1]       |
| 18     | 20      | Grigor Dimitrov       | 2.055             | 90                | 180                 | 2.145          | 4ª fase      | Stefanos Tsitsipas       |
| 19     | 22      | Félix Auger-Aliassime | 1.976             | 0                 | 10                  | 1.986          | 1ª fase      | Yoshihito Nishioka       |
| 20     | 19      | Cristian Garín        | 2.090             | 45                | 90                  | 2.135          | 3ª fase      | Philipp Kohlschreiber    |
| 21     | 23      | John Isner            | 1.805             | 0                 | 45                  | 1.850          | 2ª fase      | Sebastian Korda [Q]      |
| 22     | 24      | Dušan Lajović         | 1.785             | 90                | 45                  | 1.785          | 2ª fase      | Kevin Anderson [PR]      |
| 23     | 26      | Benoît Paire          | 1.738             | 180               | 45                  | 1.738          | 2ª fase      | Federico Coria           |
| 24     | 27      | Borna Ćorić           | 1.670             | 90                | 10                  | 1.670          | 1ª fase      | Norbert Gombos           |
| 25     | 28      | Alex de Minaur        | 1.665             | 45                | 10                  | 1.665          | 1ª fase      | Marco Cecchinato [Q]     |
| 26     | 29      | Filip Krajinović      | 1.628             | 90                | 10                  | 1.628          | 1ª fase      | Nikola Milojević [Q]     |
| 27     | 30      | Taylor Fritz          | 1.625             | 45                | 90                  | 1.670          | 3ª fase      | Lorenzo Sonego           |
| 28     | 25      | Casper Ruud           | 1.739             | 90                | 90                  | 1.739          | 3ª fase      | Dominic Thiem [3]        |
| 29     | 31      | Hubert Hurkacz        | 1.468             | 10                | 10                  | 1.468          | 1ª fase      | Tennys Sandgren          |
| 30     | 32      | Jan-Lennard Struff    | 1.450             | 180               | 45                  | 1.450          | 2ª fase      | Daniel Altmaier [Q]      |
| 31     | 33      | Nikoloz Basilashvili  | 1.395             | 10                | 10                  | 1.395          | 1ª fase      | Thiago Monteiro          |
| 32     | 34      | Daniel Evans          | 1.384             | 10                | 10                  | 1.384          | 1ª fase      | Kei Nishikori            |

##### Desistências
| Ranking | Jogador       | Pontos anteriores | Pontos a defender | Nova pontuação | Motivo                     |
| ------- | ------------- | ----------------- | ----------------- | -------------- | -------------------------- |
| 4       | Roger Federer | 6.630             | 0                 | 6.630          | Cirurgia no joelho direito |
| 21      | Milos Raonic  | 2.040             | 0                 | 2.040          | Não informado              |

#### Feminino
| Cabeça | Ranking | Jogadora              | Pontos anteriores | Pontos a defender | Pontos conquistados | Nova pontuação | Eliminada na | Eliminada por                  |
| ------ | ------- | --------------------- | ----------------- | ----------------- | ------------------- | -------------- | ------------ | ------------------------------ |
| 1      | 2       | Simona Halep          | 7.255             | 430               | 240                 | 7.255          | 4ª fase      | Iga Świątek                    |
| 2      | 4       | Karolína Plíšková     | 5.205             | 130               | 70                  | 5.205          | 2ª fase      | Jeļena Ostapenko               |
| 3      | 5       | Elina Svitolina       | 4.960             | 130               | 430                 | 5.260          | QF           | Nadia Podoroska [Q]            |
| 4      | 6       | Sofia Kenin           | 4.700             | 240               | 1.300               | 5.760          | F            | Iga Świątek                    |
| 5      | 8       | Kiki Bertens          | 4.335             | 70                | 240                 | 4.505          | 4ª fase      | Martina Trevisan [Q]           |
| 6      | 9       | Serena Williams       | 4.080             | 130               | 70                  | 4.080          | 2ª fase, ab. | Tsvetana Pironkova [WC]        |
| 7      | 11      | Petra Kvitová         | 3.736             | 0                 | 780                 | 4.516          | SF           | Sofia Kenin [4]                |
| 8      | 12      | Aryna Sabalenka       | 3.615             | 70                | 130                 | 3.675          | 3ª fase      | Ons Jabeur [30]                |
| 9      | 13      | Johanna Konta         | 3.152             | 780               | 10                  | 3.152          | 1ª fase      | Cori Gauff                     |
| 10     | 14      | Victoria Azarenka     | 3.122             | 70                | 70                  | 3.122          | 2ª fase      | Anna Karolína Schmiedlová [PR] |
| 11     | 15      | Garbiñe Muguruza      | 3.016             | 240               | 130                 | 3.016          | 3ª fase      | Danielle Collins               |
| 12     | 16      | Madison Keys          | 2.962             | 430               | 10                  | 2.962          | 1ª fase      | Zhang Shuai                    |
| 13     | 17      | Petra Martić          | 2.850             | 430               | 130                 | 2.850          | 3ª fase      | Laura Siegemund                |
| 14     | 18      | Elena Rybakina        | 2.666             | 40                | 70                  | 2.696          | 2ª fase      | Fiona Ferro                    |
| 15     | 19      | Markéta Vondroušová   | 2.538             | 1.300             | 10                  | 2.538          | 1ª fase      | Iga Świątek                    |
| 16     | 20      | Elise Mertens         | 2.490             | 130               | 130                 | 2.490          | 3ª fase      | Caroline Garcia                |
| 17     | 21      | Anett Kontaveit       | 2.330             | 10                | 10                  | 2.330          | 1ª fase      | Caroline Garcia                |
| 18     | 22      | Angelique Kerber      | 2.271             | 10                | 10                  | 2.271          | 1ª fase      | Kaja Juvan                     |
| 19     | 23      | Alison Riske          | 2.256             | 10                | 10                  | 2.256          | 1ª fase      | Julia Görges                   |
| 20     | 24      | Maria Sakkari         | 2.240             | 70                | 130                 | 2.300          | 3ª fase      | Martina Trevisan [Q]           |
| 21     | 25      | Jennifer Brady        | 2.165             | 70                | 10                  | 2.165          | 1ª fase      | Clara Tauson [Q]               |
| 22     | 26      | Karolína Muchová      | 1.982             | 70                | 10                  | 1.982          | 1ª fase      | Christina McHale               |
| 23     | 27      | Yulia Putintseva      | 1.955             | 10                | 70                  | 2.015          | 2ª fase      | Nadia Podoroska [Q]            |
| 24     | 28      | Dayana Yastremska     | 1.925             | 10                | 10                  | 1.925          | 1ª fase      | Daria Gavrilova [PR]           |
| 25     | 29      | Amanda Anisimova      | 1.905             | 780               | 130                 | 1.905          | 3ª fase      | Simona Halep [1]               |
| 26     | 30      | Donna Vekić           | 1.880             | 240               | 10                  | 1.880          | 1ª fase      | Irina Bara [Q]                 |
| 27     | 31      | Ekaterina Alexandrova | 1.775             | 130               | 130                 | 1.775          | 3ª fase      | Elina Svitolina [3]            |
| 28     | 33      | Svetlana Kuznetsova   | 1.631             | 10                | 10                  | 1.631          | 1ª fase      | Anastasia Pavlyuchenkova       |
| 29     | 34      | Sloane Stephens       | 1.573             | 430               | 70                  | 1.573          | 2ª fase      | Paula Badosa                   |
| 30     | 35      | Ons Jabeur            | 1.573             | 10                | 240                 | 1.803          | 4ª fase      | Danielle Collins               |
| 31     | 36      | Magda Linette         | 1.573             | 70                | 10                  | 1.573          | 1ª fase      | Leylah Fernandez               |
| 32     | 37      | Barbora Strýcová      | 1.570             | 10                | 70                  | 1.630          | 2ª fase      | Barbora Krejčíková             |

##### Desistências
| Ranking | Jogadora         | Pontos anteriores | Pontos a defender | Nova pontuação | Motivo                                            |
| ------- | ---------------- | ----------------- | ----------------- | -------------- | ------------------------------------------------- |
| 1       | Ashleigh Barty   | 8.717             | 0                 | 8.717          | Preocupações com questões relacionadas à COVID-19 |
| 3       | Naomi Osaka      | 5.780             | 0                 | 5.780          | Lesão na coxa esquerda                            |
| 7       | Bianca Andreescu | 4.555             | 0                 | 4.555          | Lesão no joelho esquerdo                          |
| 10      | Belinda Bencic   | 4.010             | 0                 | 4.010          | Lesão no braço direito                            |
| 32      | Wang Qiang       | 1.706             | 0                 | 1.706          | Preocupações com questões relacionadas à COVID-19 |

### Duplas
| Cabeça | Ranking | Equipe                | Equipe                 |
| ------ | ------- | --------------------- | ---------------------- |
| 1      | 3       | Juan Sebastián Cabal  | Robert Farah           |
| 2      | 10      | Marcel Granollers     | Horacio Zeballos       |
| 3      | 11      | Rajeev Ram            | Joe Salisbury          |
| 4      | 18      | Łukasz Kubot          | Marcelo Melo           |
| 5      | 25      | Ivan Dodig            | Filip Polášek          |
| 6      | 28      | Pierre-Hugues Herbert | Nicolas Mahut          |
| 7      | 29      | Mate Pavić            | Bruno Soares           |
| 8      | 33      | Kevin Krawietz        | Andreas Mies           |
| 9      | 34      | Wesley Koolhof        | Nikola Mektić          |
| 10     | 39      | Raven Klaasen         | Oliver Marach          |
| 11     | 34      | John Peers            | Michael Venus          |
| 12     | 41      | Jean-Julien Rojer     | Horia Tecău            |
| 13     | 55      | Jamie Murray          | Neal Skupski           |
| 14     | 55      | Jérémy Chardy         | Fabrice Martin         |
| 15     | 57      | Jürgen Melzer         | Édouard Roger-Vasselin |
| 16     | 70      | Austin Krajicek       | Franko Škugor          |

| Cabeça | Ranking | Equipe               | Equipe                |
| ------ | ------- | -------------------- | --------------------- |
| 1      | 3       | Hsieh Su-wei         | Barbora Strýcová      |
| 2      | 7       | Tímea Babos          | Kristina Mladenovic   |
| 3      | 11      | Elise Mertens        | Aryna Sabalenka       |
| 4      | 19      | Barbora Krejčíková   | Kateřina Siniaková    |
| 5      | 27      | Gabriela Dabrowski   | Jeļena Ostapenko      |
| 6      | 28      | Květa Peschke        | Demi Schuurs          |
| 7      | 46      | Shuko Aoyama         | Ena Shibahara         |
| 8      | 48      | Veronika Kudermetova | Zhang Shuai           |
| 9      | 54      | Sofia Kenin          | Bethanie Mattek-Sands |
| 10     | 63      | Hayley Carter        | Luisa Stefani         |
| 11     | 65      | Lucie Hradecká       | Andreja Klepač        |
| 12     | 77      | Laura Siegemund      | Vera Zvonareva        |
| 13     | 81      | Viktória Kužmová     | Kristýna Plíšková     |
| 14     | 83      | Alexa Guarachi       | Desirae Krawczyk      |
| 15     | 88      | Lyudmyla Kichenok    | Nadiia Kichenok       |
| 16     | 97      | Cori Gauff           | Catherine McNally     |

## Convidados à chave principal
Os jogadores a seguir receberam convite para disputar diretamente a chave principal baseados em seleções internas e recentes desempenhos.

### Simples
| Masculino | Feminino |
| --- | --- |
| - Elliot Benchetrit - Hugo Gaston - Quentin Halys - Antoine Hoang - Maxime Janvier - Harold Mayot - Andy Murray - Arthur Rinderknech | - Eugenie Bouchard - Clara Burel - Elsa Jacquemot - Chloé Paquet - Pauline Parmentier - Diane Parry - Tsvetana Pironkova - Harmony Tan |

### Duplas
| Masculinas | Femininas |
| --- | --- |
| - Grégoire Barrère / Quentin Halys - Benjamin Bonzi / Antoine Hoang - Arthur Cazaux / Harold Mayot - Enzo Couacaud / Albano Olivetti - Corentin Denolly / Kyrian Jacquet - Hugo Gaston / Ugo Humbert - Manuel Guinard / Arthur Rinderknech | - Tessah Andrianjafitrimo / Chloé Paquet - Clara Burel / Jessika Ponchet - Alizé Cornet / Pauline Parmentier - Aubane Droguet / Séléna Janicijevic - Leylah Fernandez / Diane Parry - Amandine Hesse / Harmony Tan - Elsa Jacquemot / Elixane Lechemia |

## Qualificados à chave principal
O qualificatório aconteceu no Stade Roland Garros entre 21 e 25 de setembro de 2020.

### Simples
| Masculino | Feminino |
| --- | --- |
| 1. Daniel Altmaier 2. Benjamin Bonzi 3. Liam Broady 4. Marco Cecchinato 5. Steven Diez 6. Lorenzo Giustino 7. Emilio Gómez 8. Sebastian Korda 9. Henri Laaksonen 10. Tomáš Macháč 11. Pedro Martínez 12. Nikola Milojević 13. Michael Mmoh 14. Jurij Rodionov 15. Jack Sock 16. Aleksandar Vukic | 1. Irina Bara 2. Sara Errani 3. Barbara Haas 4. Marta Kostyuk 5. Varvara Lepchenko 6. Monica Niculescu 7. Nadia Podoroska 8. Kamilla Rakhimova 9. Mayar Sherif 10. Clara Tauson 11. Martina Trevisan 12. Renata Zarazúa |

Lucky losers
| 1. Daniel Elahi Galán 2. Jason Jung 3. Marc Polmans | 1. Astra Sharma |

## Eliminações em simples

### Masculino
| Final                    | Final                   | Final                      | Final                       |
| ------------------------ | ----------------------- | -------------------------- | --------------------------- |
| Novak Djokovic [1]       |                         |                            |                             |
| Semifinais               |                         |                            |                             |
| Stefanos Tsitsipas [5]   | Stefanos Tsitsipas [5]  | Diego Schwartzman [12]     | Diego Schwartzman [12]      |
| Quartas de final         |                         |                            |                             |
| Pablo Carreño Busta [17] | Andrey Rublev [13]      | Dominic Thiem [3]          | Jannik Sinner               |
| Quarta fase              |                         |                            |                             |
| Karen Khachanov [15]     | Daniel Altmaier (Q)     | Márton Fucsovics           | Grigor Dimitrov [18]        |
| Lorenzo Sonego           | Hugo Gaston (WC)        | Alexander Zverev [6]       | Sebastian Korda (Q)         |
| Terceira fase            |                         |                            |                             |
| Daniel Elahi Galán [LL]  | Cristian Garín [20]     | Roberto Bautista Agut [10] | Matteo Berrettini [7]       |
| Thiago Monteiro          | Kevin Anderson (PR)     | Roberto Carballés Baena    | Aljaž Bedene                |
| Taylor Fritz [27]        | Norbert Gombos          | Stan Wawrinka [16]         | Casper Ruud [28]            |
| Marco Cecchinato (Q)     | Federico Coria          | Pedro Martínez (Q)         | Stefano Travaglia           |
| Segunda fase             |                         |                            |                             |
| Ričardas Berankis        | Tennys Sandgren         | Marc Polmans (LL)          | Jiří Veselý                 |
| Attila Balázs            | Guido Pella             | Jan-Lennard Struff [30]    | Lloyd Harris                |
| Albert Ramos Viñolas     | Marcos Giron            | Dušan Lajović [22]         | Alejandro Davidovich Fokina |
| Denis Shapovalov [9]     | Andrej Martin           | Nikola Milojević (Q)       | Pablo Cuevas                |
| Alexander Bublik         | Radu Albot              | Jurij Rodionov (Q)         | Lorenzo Giustino (Q)        |
| Dominik Koepfer          | Yoshihito Nishioka      | Tommy Paul                 | Jack Sock (Q)               |
| Pierre-Hugues Herbert    | Juan Ignacio Londero    | Benoît Paire [23]          | Benjamin Bonzi (Q)          |
| Mikhail Kukushkin        | John Isner [21]         | Kei Nishikori              | Mackenzie McDonald (PR)     |
| Primeira fase            |                         |                            |                             |
| Mikael Ymer              | Hugo Dellien            | Cameron Norrie             | Hubert Hurkacz [29]         |
| Philipp Kohlschreiber    | Ugo Humbert             | Liam Broady (Q)            | Kamil Majchrzak (PR)        |
| Richard Gasquet          | Yasutaka Uchiyama       | Salvatore Caruso           | John Millman                |
| Frances Tiafoe           | Feliciano López         | Alexei Popyrin             | Vasek Pospisil              |
| Daniil Medvedev [4]      | Adrian Mannarino        | Quentin Halys (WC)         | Nikoloz Basilashvili [31]   |
| Gianluca Mager           | Laslo Đere              | Harold Mayot (WC)          | Sam Querrey                 |
| Gilles Simon             | Steve Johnson           | João Sousa                 | Grégoire Barrère            |
| Filip Krajinović [26]    | Arthur Rinderknech (WC) | Henri Laaksonen (Q)        | Jaume Munar                 |
| Gaël Monfils [8]         | Emilio Gómez (Q)        | Jordan Thompson            | Tomáš Macháč (Q)            |
| Borna Ćorić [24]         | Jérémy Chardy           | Corentin Moutet            | Miomir Kecmanović           |
| Andy Murray (WC)         | Antoine Hoang (WC)      | Maxime Janvier (WC)        | Félix Auger-Aliassime [19]  |
| Yūichi Sugita            | James Duckworth         | Reilly Opelka              | Marin Čilić                 |
| Dennis Novak             | Michael Mmoh (Q)        | Federico Delbonis          | Alex de Minaur [25]         |
| Kwon Soon-woo            | Jason Jung (LL)         | Emil Ruusuvuori            | David Goffin [11]           |
| Fabio Fognini [14]       | Aleksandar Vukic (Q)    | Andreas Seppi              | Elliot Benchetrit (WC)      |
| Daniel Evans [32]        | Pablo Andújar           | Steven Diez (Q)            | Egor Gerasimov              |

### Feminino
| Final                      | Final                   | Final                          | Final                    |
| -------------------------- | ----------------------- | ------------------------------ | ------------------------ |
| Sofia Kenin [4]            |                         |                                |                          |
| Semifinais                 |                         |                                |                          |
| Nadia Podoroska (Q)        | Nadia Podoroska (Q)     | Petra Kvitová [7]              | Petra Kvitová [7]        |
| Quartas de final           |                         |                                |                          |
| Martina Trevisan (Q)       | Elina Svitolina [3]     | Danielle Collins               | Laura Siegemund          |
| Quarta fase                |                         |                                |                          |
| Simona Halep [1]           | Kiki Bertens [5]        | Caroline Garcia                | Barbora Krejčíková       |
| Ons Jabeur [30]            | Fiona Ferro             | Zhang Shuai                    | Paula Badosa             |
| Terceira fase              |                         |                                |                          |
| Amanda Anisimova [25]      | Eugenie Bouchard (WC)   | Maria Sakkari [20]             | Kateřina Siniaková       |
| Ekaterina Alexandrova [27] | Elise Mertens [16]      | Anna Karolína Schmiedlová (PR) | Tsvetana Pironkova (WC)  |
| Aryna Sabalenka [8]        | Garbiñe Muguruza [11]   | Patricia Maria Țig             | Irina Bara (Q)           |
| Leylah Annie Fernandez     | Clara Burel (WC)        | Petra Martić [13]              | Jeļena Ostapenko         |
| Segunda fase               |                         |                                |                          |
| Irina-Camelia Begu         | Bernarda Pera           | Daria Gavrilova (PR)           | Hsieh Su-wei             |
| Cori Gauff                 | Kamilla Rakhimova (Q)   | Anastasia Pavlyuchenkova       | Sara Errani (Q)          |
| Renata Zarazúa (Q)         | Astra Sharma (LL)       | Aliaksandra Sasnovich          | Kaia Kanepi              |
| Victoria Azarenka [10]     | Yulia Putintseva [23]   | Barbora Strýcová [32]          | Serena Williams [6]      |
| Daria Kasatkina            | Nao Hibino              | Clara Tauson (Q)               | Kristýna Plíšková        |
| Elena Rybakina [14]        | Christina McHale        | Alison Van Uytvanck            | Ana Bogdan               |
| Jasmine Paolini            | Polona Hercog           | Kaja Juvan                     | Alizé Cornet             |
| Veronika Kudermetova       | Julia Görges            | Sloane Stephens [29]           | Karolína Plíšková [2]    |
| Primeira fase              |                         |                                |                          |
| Sara Sorribes Tormo        | Jil Teichmann           | Catherine Bellis (PR)          | Tamara Korpatsch         |
| Dayana Yastremska [24]     | Anna Kalinskaya         | Barbara Haas (Q)               | Markéta Vondroušová [15] |
| Johanna Konta [9]          | Camila Giorgi           | Shelby Rogers                  | Ajla Tomljanović         |
| Svetlana Kuznetsova [28]   | Lauren Davis            | Monica Puig                    | Katarina Zavatska        |
| Varvara Gracheva           | Elsa Jacquemot (WC)     | Anna Blinkova                  | Maddison Inglis          |
| Anett Kontaveit [17]       | Anna-Lena Friedsam      | Marie Bouzková                 | Margarita Gasparyan      |
| Danka Kovinić              | Venus Williams          | Greet Minnen                   | Kirsten Flipkens         |
| Varvara Lepchenko (Q)      | Nina Stojanović         | Andrea Petkovic                | Kristie Ahn              |
| Jessica Pegula             | Harmony Tan (WC)        | Marta Kostyuk (Q)              | Zarina Diyas             |
| Jennifer Brady [21]        | Monica Niculescu (Q)    | Viktória Kužmová               | Tamara Zidanšek          |
| Sorana Cîrstea             | Heather Watson          | Stefanie Vögele                | Karolína Muchová [22]    |
| Donna Vekić [26]           | Rebecca Peterson        | Tímea Babos                    | Liudmila Samsonova       |
| Océane Dodin               | Aliona Bolsova          | Diane Parry (WC)               | Magda Linette [31]       |
| Angelique Kerber [18]      | Arantxa Rus             | Chloé Paquet (WC)              | Madison Keys [12]        |
| Misaki Doi                 | Pauline Parmentier (WC) | Kristina Mladenovic            | Alison Riske [19]        |
| Vitalia Diatchenko         | Kateryna Kozlova        | Madison Brengle                | Mayar Sherif (Q)         |

## Finais

### Profissional
| Categoria | Evento    | Campeã(s)(o/ões)                | Vice-campeã(s)(o/ões)           | Resultado     | Chave(s)  | Chave(s)       |
| --------- | --------- | ------------------------------- | ------------------------------- | ------------- | --------- | -------------- |
| Simples   | Masculino | Rafael Nadal                    | Novak Djokovic                  | 6–0, 6–2, 7–5 | principal | qualificatório |
| Simples   | Feminino  | Iga Świątek                     | Sofia Kenin                     | 6–4, 6–1      | principal | qualificatório |
| Duplas    | Masculino | Kevin Krawietz Andreas Mies     | Mate Pavić Bruno Soares         | 6–3, 7–5      | principal | principal      |
| Duplas    | Feminino  | Tímea Babos Kristina Mladenovic | Alexa Guarachi Desirae Krawczyk | 6–4, 7–5      | principal | principal      |

### Juvenil
| Categoria | Evento    | Campeã(s)(o/ões)                | Vice-campeã(s)(o/ões)           | Resultado     | Chave(s)  | Chave(s)       |
| --------- | --------- | ------------------------------- | ------------------------------- | ------------- | --------- | -------------- |
| Simples   | Masculino | Dominic Stricker                | Leandro Riedi                   | 6–2, 6–4      | principal | qualificatório |
| Simples   | Feminino  | Elsa Jacquemot                  | Alina Charaeva                  | 4–6, 6–4, 6–2 | principal | qualificatório |
| Duplas    | Masculino | Flavio Cobolli Dominic Stricker | Bruno Oliveira Natan Rodrigues  | 6–2, 6–4      | principal | principal      |
| Duplas    | Feminino  | Eleonora Alvisi Lisa Pigato     | Maria Bondarenko Diana Shnaider | 7–63, 6–4     | principal | principal      |

### Cadeirante
| Categoria | Evento       | Campeã(s)(o/ões)              | Vice-campeã(s)(o/ões)            | Resultado         | Chave     |
| --------- | ------------ | ----------------------------- | -------------------------------- | ----------------- | --------- |
| Simples   | Masculino    | Alfie Hewett                  | Joachim Gérard                   | 6–4, 4–6, 6–3     | principal |
| Simples   | Feminino     | Yui Kamiji                    | Momoko Ohtani                    | 6–2, 6–1          | principal |
| Simples   | Tetraplégico | Dylan Alcott                  | Andy Lapthorne                   | 6–2, 6–2          | principal |
| Duplas    | Masculino    | Alfie Hewett Gordon Reid      | Gustavo Fernández Shingo Kunieda | 7–64, 1–6, [10–3] | principal |
| Duplas    | Feminino     | Diede de Groot Aniek van Koot | Yui Kamiji Jordanne Whiley       | 7–62, 3–6, [10–8] | principal |
| Duplas    | Tetraplégico | Sam Schröder David Wagner     | Dylan Alcott Andy Lapthorne      | 4–6, 7–5, [10–8]  | principal |